# Fort Louvois

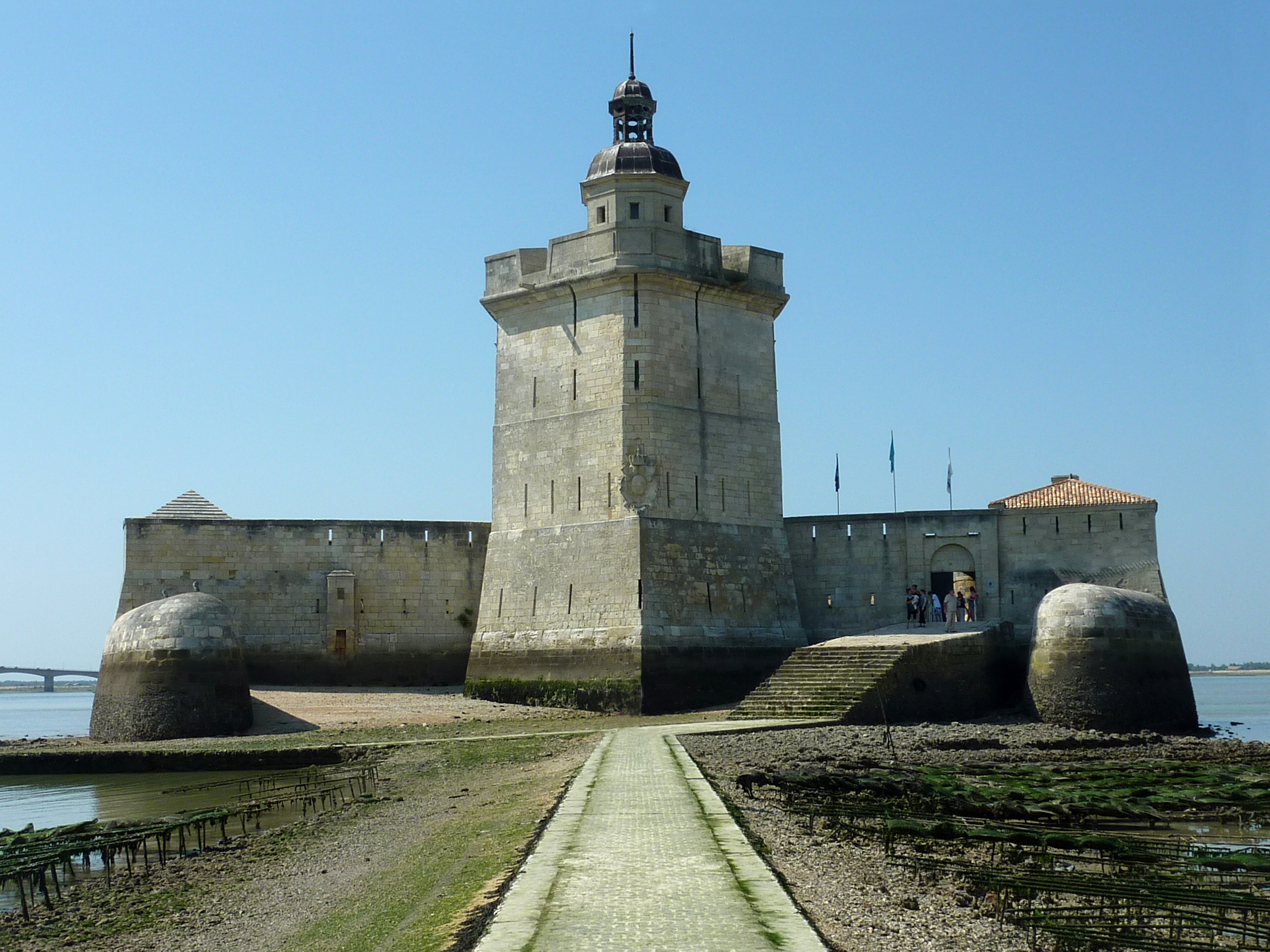
Fort Louvois

Fort Louvois of Fort du Chapus is een fort in de zee tegenover Le Château-d'Oléron en hoort bij de gemeente Bourcefranc-le-Chapus in het departement Charente-Maritime in Frankrijk. Het fort ligt tussen het eiland Île d'Oléron en het vasteland en moest de haven van Rochefort beschermen tegen vijandelijke schepen vanuit het zuiden. 
Het project was een idee van François-Michel le Tellier, Marquis de Louvois, de minister van Oorlog en werd ontworpen door François Ferry. Na de dood van Louvois liet Sébastien Le Prestre de Vauban het project afmaken in gereduceerde vorm. De geplande ovaalvorm wordt uiteindelijk een hoefijzervorm. De bouw duurde van 1691 tot 1694. 
In de achttiende eeuw kreeg het fort zijn huidige vorm. Ook in de negentiende eeuw behield het fort haar strategische waarde met kanonnen en later houwitsers. Tijdens de Tweede Wereldoorlog werd het bouwwerk hevig gebombardeerd. In 1945 vond er een artilleriegevecht plaats tussen verzetslui van de FFI en Duitsers in de citadel van Le Château-d'Oléron. Het fort  werd gerestaureerd in de jaren 60 van de twintigste eeuw. 
In 1929 werd het fort een monument (monument historique) en in 1972 werd er een museum gevestigd in het fort.
Het fort is alleen te voet te bereiken wanneer het eb is. Het heeft een wapenhuis, twee kazernes, een kruithuis en een batterij van twaalf meter hoog.